# Wasteland (videójáték)
A Wasteland egy nyílt világú számítógépes szerepjáték, melyet az Interplay fejlesztett és az Electronic Arts adott ki 1988-ban. A játék egy posztapokaliptikus jövőben játszódik, ahol az atomháború megsemmisítette az Egyesült Államokat generációkkal korábban. A fejlesztés eredetileg csak Apple II-re történt, később készült el a Commodore 64 és az MS-DOS változat. 2013-ban digitális formátumban újra elérhetővé vált Windowsra és Linuxra is. 2020-ban Wasteland Remastered címmel jelent meg a játék felújított verziója.
A kritikailag és üzletileg is sikeres játékot két folytatás követte volna, azonban az Electronic Arts a "Fountain of Dreams"-t önálló játékként adta ki, az Interplay által fejlesztett "Meantime" pedig törölve lett. 1997-ben jelent meg az Interplay berkein belül a Fallout, amely a Wasteland szellemi utódja lett. A tényleges folytatás a Wasteland 2 személyében 2014-ben érkezett, valamint egy harmadik rész is, a Wasteland 3 2020-ban, mindkettőt az eredeti játékon is dolgozó munkatársakkal rendelkező inXile Entertainment fejlesztette.

## Cselekmény
2087-ben járunk, csaknem száz évvel a világot 1998-ban elpusztító nukleáris háború után. Az Egyesült Államok hadseregének maradványaiból megalakult a Sivatagi Rangerek csapata, akik az Államok délnyugati részén tevékenykednek mint békefenntartók. A játék során egy ilyen csapatot irányíthatunk, akikkel felderíthetjük a vidéket, köztük Las Vegas romjait.
Kalandjaink során felfedezhetünk egy még nagyobb veszedelmet, ami az emberiségre leselkedik. Egy háború előtti mesterséges intelligencia, amely egy elhagyott katonai bázison üzemel, robotokat és kiborgokat gyárt, amiket a települések ellen küld. Segítségére van Irwin Finster, a bázis korábbi vezetője, aki önmagát is kiborggá építtette át. A mesterséges intelligencia célja teljesíteni Finster tervét, aki végezni akar minden tisztátalannak minősített emberrel, és csak genetikailag hibátlanokat hagyna életben. A játékos egy régi android, Max segítségével tudja végrehajtani küldetését és felrobbantani a bázist.

## Játékmenet
A játék a Tunnels & Trolls szabályrendszerére épülve készült el. Ezek alapján minden karakternek vannak képzettségpontjai. Ezek határozzák meg, hogy bizonyos tárgyakkal milyen szintű interakcióra képesek, valamint a fegyverhasználat is ettől függően alakul. Minden interakció hatására tapasztalati pontot kapunk, amelyek egy idő után szintlépéshez vezetnek. Szintlépéskor pedig képességeinket fejleszthetjük.
A Wasteland volt az egyik első játék, amelyben a játékost segítő karakterek lecserélhetőek voltak. Egyesek saját elhatározásukból léphettek ki tőlünk, de mi magunk is cserélgethettük a karaktereket. Szintén újításként üdvözölhettük, hogy a kalandozások közben megváltoztatott világ végig ugyanúgy maradt a játékban. Korábban ugyanis valahányszor visszamentünk egy korábban már látogatott helyszínre, az visszaállt az eredeti állapotára. A megoldás nem volt tökéletes: mivel 1988-ban még nem voltak elterjedtek a merevlemezzel működő konzolok, ezért a floppylemezre írta fel a játék a változó adatokat. Éppen ezért célszerű volt a játékot használat előtt átmásolni.
Az értékes memóriával spórolandó a játék történetének egy részét a kézikönyvhöz mellékelték. Egyes szövegeket a játék megfelelő pontjain el kellett olvasni ahhoz, hogy érthető legyen a történet. Ez a módszer a másolásvédelemre is kitűnő volt.

## Megjelenés
A játék elsőként Apple II-es gépre és Commodore 64-re jelent meg. A későbbiek folyamán készült el a PC-s konverzió. Későbbiekben az Interplay játékcsomagokban újra kiadta a Wasteland-et, ám ezekből hiányzott az eredeti telepítő, ami azt eredményezte, hogy a térképek minden alkalommal visszaálltak eredeti állapotba, ha újra meglátogattunk egy helyszínt.

## Öröksége
A Wasteland sikere nagy volt, több amerikai szaklap az év játékának is választotta. 1990-ben érkezett az eredetileg folytatásnak szánt Fountain of Dreams, mely a háború utáni Floridában játszódott, de végül önálló játékként jelent meg, és nem is lett igazán sikeres. Az Interplay elkezdett fejleszteni egy saját folytatást: a Meantime névre hallgató játék ugyanabban az univerzumban játszódott volna, mint a  Wasteland, azonban nagyban épített volna az időutazásra, így térben és időben is számtalan helyszínen játszódhatott volna a cselekmény. Ugyan már szinte teljesen elkészültek vele, és egy játszható béta is kész volt, az Apple II rohamos népszerűségvesztése miatt már soha nem jelent meg.
Mivel nem sikerült megszerezni a névjogokat az Electronic Arts-tól, az Interplaynél később fejlesztésre került posztapokaliptikus szerepjáték a Fallout címet kapta, és hatalmas sikereket ért el. A Fallout sok szempontból merít a Wasteland-ből, közvetlen utalások is szerepelnek benne.
2003-ban Brian Fargo új cége, az inXile Entertainment végül megszerezte a névjogokat. Az ő fejlesztésükben jelent meg 2014-ben a Wasteland 2, egy sikeres közösségi finanszírozás keretében, majd a Wasteland 3 hasonlóképpen, 2020-ban.
2013-ban a Wasteland felkerült a digitális áruházakba is. Ez a változat egy kicsit korszerűsítésre került: nagyobb felbontás is elérhetővé vált benne, Mark Morgan egy száma is bekerült a korábban néma játékba, a karakterek portréi nagyobb felbontásúak lettek, a játék kézikönyve már a programból is elérhető lett, és kibővítették a mentési lehetőségeket is.
2020-ban a Krome Studios fejlesztésében megjelent a Wasteland Remastered. Ez a változat teljes egészében új grafikákat és hangeffekteket kapott, valamint háromdimenziós karaktereket használt. Felvették az egyes karakterek hangjait is szinkronszínészekkel, akiknek a portréit is lecserélték újabbakra. A játék ezzel egyidejűleg megjelent Xbox One-ra is.